# Cmentarz Bohaterów Radzieckich w Poznaniu
Cmentarz Bohaterów Radzieckich w Poznaniu – powstały w 1945 roku cmentarz, miejsce spoczynku żołnierzy radzieckich poległych w walkach o Poznań i pogrzebanych pierwotnie w różnych miejscach.
Cmentarz znajduje się na południowym stoku poznańskiej Cytadeli, położony pomiędzy Cmentarzem Bohaterów Polskich a Cmentarzem parafii św. Wojciecha i zajmuje obszar dawnego cmentarza garnizonowego. Podzielony jest na 8 kwater, pomiędzy którymi znajduje się główne wejście na Cytadelę od strony południowej.
Z dawnego cmentarza garnizonowego zachowały się m.in.:
- grobowiec generała brygady Oswalda Franka i jego małżonki Haliny ze Strowskich
- grób artysty malarza Józefa Męciny-Krzesza
- pomnik upamiętniający pobyt jeńców rosyjskich z czasów pierwszej wojny światowej.